# Desiderio sotto gli olmi (opera teatrale)
Desiderio sotto gli olmi (Desire Under the Elms) è un'opera teatrale del drammaturgo statunitense Eugene O'Neill, portata al debutto a New York nel 1924. Così come Il lutto si addice ad Elettra, Desiderio sotto gli olmi è una rivisitazione di miti greci (in questo caso quelli di Fedra, Ippolito e Teseo) ambientati nell'area rurale del New England.

## Trama

### Atto I
È una calda sera d'estate nel New England del 1850 ed Eben Cabot suona la campana della fattoria per richiamare i fratellastri Simeon e Peter dai campi. I due stanno parlando della possibilità di lasciare la fattoria per unirsi alla corsa all'oro nell'Ovest. Peter e Simeon decidono però di aspettare la morte del padre, che è appena partito per un viaggio nel Far West dopo oltre tre decenni in cui non aveva mai lasciato la fattoria. Eben invece, che odia il padre e lo incolpa della morte della madre, vorrebbe la morte di Ephraim Cabot, anche se i fratellastri lo rimproverano per aver espresso un desiderio come quello. Eben cova del risentimento anche per Peter e Simeon per non aver fatto nulla per proteggere o aiutare sua madre. Seccato dai discorsi dei fratelli, Eben lascia la cena per andare al bordello e Peter e Simeon osservano quanto il fratello minore sia simile al padre.
Eben torna a casa tardi quella notte, svegliando i fratelli. Informa Peter e Simeon che il padre si è appena risposato con una trentacinquenne e che ora i novelli sposi stanno tornando alla fattoria. La notizia manda su tutte le furie i due, che realizzano che la fattoria andrà in eredità alla nuova sposa e ai figli che partorirà con il padre. Peter e Simeon decidono quindi di partire per l'Ovest e lasciare la fattoria. Eben invece decide di rimanere, dato che la fattoria apparteneva alla madre e la rivuole indietro. Si offre quindi di liquidare i fratellastri pagando 300$ a ciascuno dei due. Peter e Simeon sono titubanti e decidono di restare nella fattoria ancora per qualche tempo (pur smettendo di lavorci) per vedere la nuova matrigna. Mentre i due si ubriacano, Eben va a mungere le mucche e ritorna in casa dopo aver visto il padre e la matrigna all'orizzonte. Peter e Simeon decidono quindi di partire e firmano i documenti per Eben. I tre escono per ricevere di malavoglia il padre e la nuova moglie, Abbie, e poi Simeon e Peter partono per la California. Abbie comincia a visitare la casa e incontra Eben, con cui si manifesta una certa attrazione fisica nonostante gli interessi economici che si contendono. Eben non è contento del matrimonio di Ephraim e padre e figlio litigano furiosamente.

### Atto II
Sono passati due mesi ed Abbie scopre Eben mentre il giovane sta per andare da Min, la sua prostituta preferita. La matrigna prova a sedurlo, ma al figliastro interessa solo l'atto di proprietà della fattoria e rifiuta le advances. Ephraim intanto si è addolcito ed è dell'idea di lasciare la fattoria al figlio, ma Abbie non vuole che ciò accada e gli racconta che Eben ha provato a sedurla. Ephraim allora vuole buttare il figlio fuori di casa, ma la moglie lo convince a farlo restare, dato che è Eben a fare tutto il lavoro nella fattoria. Abbie esprime il desiderio di avere un figlio ed il marito le promette di lasciarle la fattoria se resterà incinta.
Seduti a letto, Ephraim racconta ad Abbie di come ottenne la fattoria all'età di vent'anni e di quanto solo si sia sentito nei precedenti matrimoni. Quando Ephraim se ne va, Abbie va nella stanza del figliastro e lo bacia: Eben inizialmente ricambia il bacio ma poi, confuso, la spinge via. Irretito dalla donna, accetta però di corteggiarla nel salotto che è stato chiusa dai tempi della morte della madre. Eben ed Abbia si incontrano quindi nel salotto, dove il giovane comincia a parlare della mamma morta e scoppia in lacrime. Abbie lo consola, si offre di essere una nuova madre per lui e gli chiede di baciarla. Eben accetta ed ammette di essere innamorato di Abbie dal momento in cui ha messo gli occhi su di lei. Eben si riappacifica con il padre e va a lavorare nei campi soddisfatto, perché sa di aver ottenuto la sua vendetta.

### Atto III
Sono passati nove mesi ed Ephraim organizza una festa per celebrare la nascita di quello che considera suo figlio. Abbie però non sembra godersi la festa e continua a chiedere al marito di Eben. Gli invitati continuano ad insinuare che il bambino sia in realtà di Eben, ma i padroni di casa non sentono i commenti. Abbie intanto lascia la festa, va al piano di sopra e incontra Eben: lo bacia e gli dice che il bambino è identico a lui. Intanto Ephraim, sentendosi a disagio, esce sul portico e decide di andare a dormire con le mucche.  Più tardi quella notte Ephraim incontra il figlio e gli dice che ora che ha un bambino lui non potrà più ereditare la fattoria. Eben allora comincia a sospettare che Abbie lo abbia usato e la confronta a tal riguardo: il giovane urla insulti alla matrigna, le dice che tra loro è finita e che non l'ha mai amata. Isterica, Abbie chiede ad Eben se potrà amarla ancora nel caso riesca a provargli di non essersi fatta mettere incinta per motivi economici. Eben dice di sì, ma dubita che Abbie riesca a provare una cosa del genere. La donna corre a procurasi le prove ed Eben torna in casa per ubriacarsi.
La mattina dopo Eben ha fatto i bagagli ed è pronto a partire. Abbie entra in cucina e gli dice di aver provato il suo amore incondizionato per lui: la donna ha ucciso il bambino, rendendo così Eben ancora una volta l'erede della fattoria. Ma il gesto non ottiene i risultati sperati ed Eben, furioso, corre ad avvertire lo sceriffo, mentre Abbie sviene. Ephraim si sveglia e la moglie gli confessa sia l'omicidio che l'identità del padre del neonato. L'uomo però non reagisce e annuncia laconicamente che andrà a lavorare nei campi, ma aggiunge anche che se Abbie lo avesse amato lui l'avrebbe protetta da tutto Eben torna a casa e dichiara ad Abbie di essere ancora innamorato di lei, pur avendola denunciata. Decide di spartire la colpa con lei e, anche se Abbie rifiuta, Eber si dichiara colpevole all'arrivo del giudice e i due amanti vengono portati via dalla polizia.

## Storia degli allestimenti
Il dramma ha fatto il suo debutto sulle scene al Provincetown Players dell'Off Broadway e, dopo due mesi di repliche, fu trasferito a Broadway. Qui, Desiderio sotto gli olmi rimase in cartellone per quattrocentoventi rappresentazioni, prima all'Earl Carroll Theatre e poi al George M. Cohan Theater e infine al daly's 63rd Street Theatre. La pièce fu successivamente riproposta a Broadway nel 1952 e nel 2009.
La Royal Shakespeare Company ha portato in scena il dramma a Stratford-upon-Avon nel 2001 e diverse rappresentazioni sono state allestite in India. La prima italiana è del 1946, quando un giovane Giorgio Strehler diresse Desiderio sotto gli olmi al Teatro Odeon di Milan, con Evi Maltagliati nella parte di Abbie.

## Adattamenti
Sul soggetto del dramma nel 1958 è stato realizzato il film  Desiderio sotto gli olmi, con la regia di Delbert Mann.